# Cacimbinhas
Cacimbinhas este un oraș în statul Alagoas (AL) din Brazilia.